# انجامنا
اِنجامِنا (به فرانسوی: Ndjamena) یا نجامنا پایتخت و بزرگترین شهر کشور چاد است. جمعیت این شهر ۹۹۳٬۴۹۲ در سال ۲۰۰۹ نفر بوده‌است. این شهر در جوار رودخانه شاری و مرز کشور کامرون قرار دارد.
انجامنا نزدیک به پیوندگاه رودخانه‌های شاری و لوگون، درست روبه‌روی شهر قصور کامرون قرار دارد. این دو شهر با پلی به هم پیوند دارند. انجامنا در تقسیمات کشوری خود به عنوان یک ناحیه ویژه به‌شمار می‌آید که به ۱۰ بخش تقسیم شده‌است.
انجامنا بازار منطقه‌ای برای دام، نمک، خرما و غلات است. فرآوری گوشت، ماهی و پنبه از صنایع اصلی آن است و مرکز فعالیت اقتصادی در چاد به‌شمار می‌آید.
این شهر تا سال ۱۹۷۳ فورت لامی نامیده می‌شد. در خلال جنگ جهانی دوم این شهر پایگاه نیروهای هوایی فرانسه بود و در سال ۱۹۴۲ بدست نیروهای آلمانی بمباران هوایی شد.
با پایان جنگ داخلی، انجامنا در سال ۲۰۱۲ در میان بدترین شهرهای جهان برای زندگی در رتبه ۲۱۹ قرار داشت. درآمدهای نفتی دولت به مروز درجه‌ای از بهبودی در زمینه‌های بهداشتی و آموزشی در چاد و پایتخت آن به همراه آورده است.

## تاریخچه
انجامنا توسط امیل ژنتیل، از فرماندهان نظامی فرانسوی، در ۲۹ مه ۱۹۰۰ بنیاد شد و نام اولیه آن فورت لامی بود. این نام به یادبود آمده-فرانسوا لامی، از افسران فرانسوی که چند روز پیش از تأسیس شهر در نبرد قصور کشته شده بود، بر این شهر گذاشته شد. فورت لامی به مرور تبدیل به یک کانون بزرگ بازرگانی و سپس مرکز منطقه و پایتخت کشور شد.
در خلال جنگ جهانی دوم، فرانسوی‌ها برای انتقال نیرو و تجهیزات خود از فرودگاه این شهر استفاده زیادی کردند. در ۲۱ ژانویه ۱۹۴۲، یک بمب‌افکن هاینکل ۱۱۱ آلمانی از «یگان هوایی بلایش» موفق به بمباران فرودگاه فورت لامی و تخریب ذخیره‌های نفت و ۱۰ فروند هواپیما شد.
اولین شعبه بانکی در فورت لامی در سال ۱۹۵۰ گشایش یافت که شعبه‌ای از بانک آفریقای غربی (BAO) بود. در ۶ آوریل ۱۹۷۳، رئیس‌جمهور کشور، فرانسوا تومبالبایه، به عنوان بخشی از «برنامه اصالت‌بخشی آفریقایی»، نام شهر را به انجامنا تغییر داد که برگرفته از نام عربی یک روستای مجاور شهر، یعنی روستای «نجامینا» بود. این واژه به معنی «استراحتگاه» است.
این شهر در جریان درگیری‌های چاد با لیبی به اشغال نیروهای لیبیایی درآمد. قسمت‌هایی از شهر انجامنا در جریان جنگ داخلی چاد، در سال ۱۹۷۹ و بار دیگر در سال ۱۹۸۰ ویران شد. در این سال‌ها، تقریباً همه مردم از شهر فرار کردند و در جستجوی پناهگاه در آن سوی رودخانه شاری در کامرون، در کنار شهر قصور مستقر شدند و تا زمان پایان درگیری‌ها، یعنی تا سال‌های ۱۹۸۱ تا ۱۹۸۲ برنگشتند. تا سال ۱۹۸۴، امکانات و خدمات شهری در انجامنا مشمول سهمیه‌بندی سختی بود و مدارس شهر نیز بسته بودند.
دوره آشفتگی در شهر با کودتای نافرجام نخست‌وزیر اهل شمال، حسین حبری، علیه رئیس‌جمهور اهل جنوب فلیکس معلوم آغاز شد: در حالی که معلوم و ارتش ملی وفادار به او شکست خوردند، مداخله سایر جناح‌های شمالی رقیب حسین حبری به نبردها اوضاع را پیچیده‌تر کرد. آتش‌بس موقت در سال ۱۹۷۹ با میانجی‌گری بین‌المللی برقرار شد و جنگ‌سالاری به نام گوکونی عویدی به عنوان رئیس دولت وحدت ملی و رقیب او حسین حبری به عنوان وزیر دفاع گمارده شدند.
رقابت شدید بین گوکونی و حبری باعث شعله‌ور شدن آتش درگیری‌های جدید در شهر در سال ۱۹۸۰ شد. انجامنا در آن دوره به بخش‌هایی جدا تقسیم شده بود که هرکدام توسط جنگ‌سالاری دیگر کنترل می‌شد. پس از ماه‌ها درگیری، گوکونی خواستار مداخله لیبی شد و تانک‌های لیبیایی‌ها خطوط دفاعی حبری را در پایتخت در هم شکستند و این کشمکش سرانجام به پایان رسید.
به دنبال اختلافات بین گوکونی و معمر قذافی و عدم رضایت بین‌المللی از مداخله لیبی، نیروهای لیبیایی پایتخت و چاد را در سال ۱۹۸۱ ترک کردند. این امر درها را به روی حبری گشود که سپس به انجامنا لشكركشی كرد و با مقاومت كمی در سال ۱۹۸۲ شهر را اشغال كرده و خود را به عنوان رئیس جمهور جدید منصوب كرد. وی سرانجام با روشی مشابه در سال ۱۹۹۰ توسط ژنرال سابق خود، ادریس دبی، از قدرت کنار زده شد و ادریس دبی تا سال ۲۰۱۶ رئیس دولت چاد بود. 
این شهر در سال ۱۹۳۷ تنها ۹۹۷۶ نفر جمعیت داشت، اما یک دهه بعد، در سال ۱۹۴۷، جمعیت آن تقریباً دو برابر شده و به ۱۸۴۳۵ نفر رسید. در سال ۱۹۶۸، پس از استقلال، جمعیت شهر به ۱۲۶٬۴۸۳ نفر رسید. در سال ۱۹۹۳ شمار ساکنان آن با رقم ۵۲۹٬۵۵۵ از نیم میلیون نفر فراتر رفت. بخش عمده‌ای از این رشد به دلیل ورود پناهجویان به شهر برای امنیت بوده‌است، هرچند افراد زیادی نیز، بسته به شرایط سیاسی، از انجامنا گریخته‌اند.
جمعیت این شهر در دهه ۲۰۱۰ از مرز یک میلیون نفر عبور کرد. در ۱۳ آوریل ۲۰۰۶، یک حمله شورشیان «جبهه متحد تغییر دموکراتیک» به شهر شکست خورد، نزاعی معروف به نبرد ۲۰۰۶ انجامنا.
این شهر بار دیگر در ۲ فوریه ۲۰۰۸ از سوی شورشیان یواف‌دی‌دی و آراف‌سی مورد حمله قرار گرفت. (نبرد ۲۰۰۸ انجامنا)

## مردم
مردم شهر انجامنا مسلمان و مسیحی هستند و تیره‌های عرب و بانتو در این شهر سکونت دارند. جمعیت انجامنا در قرن اخیر اینگونه بوده‌است:
- ۱۹۳۷: ۹٬۹۷۶
- ۱۹۴۰: ۱۲٬۵۵۲
- ۱۹۴۷: ۱۸٬۳۷۵
- ۱۹۵۸: ۵۳٬۰۰۰
- ۱۹۶۰: ۶۰٬۰۰۰
- ۱۹۷۰: ۱۳۰٬۰۰۰
- ۱۹۹۳: ۵۲۹٬۵۵۵
- ۲۰۰۰: ۷۲۸٬۰۰۰
- ۲۰۰۵: ۷۲۱٬۰۰۰
- ۲۰۰۸: ۸۶۰٬۰۰۰
- ۲۰۰۹: ۹۹۳٬۴۹۲

## آب و هوا
آب و هوای شهر انجامنا خشک و بیابانی است. میانگین بالاترین درجه حرارت ۴۱ درجه سانتی‌گراد و مربوط به ماه آوریل است. میانگین پایین‌ترین دما ۱۴ درجه سانتی‌گراد در ماه ژانویه گزارش شده‌است.
انجامنا آب و هوایی گرم و نیمه‌خشک با یک فصل مرطوب کوتاه و یک فصل خشک طولانی دارد. علی‌رغم این واقعیت که در این شهر سالانه به‌طور متوسط تقریباً ۵۱۰ میلی‌متر باران می‌بارد، به دلیل تبخیر بسیار زیاد منطقه، اقلیم انجامنا همچنان در رده نیمه‌خشک قرار می‌گیرد. فصل مرطوب از ژوئن تا سپتامبر ادامه دارد و بیشترین میزان بارش در ماه اوت رخ می‌دهد. فصل خشک اساساً هشت ماه باقی‌مانده را پوشش می‌دهد. بر اساس متوسط دمای سالانه، انجامنا یکی از گرم‌ترین شهرهای بزرگ کره زمین است. فقط در یک ماه از سال (اوت) دمای متوسط ماهانه آن از مرز ۳۲ درجه سانتی‌گراد بالاتر نمی‌رود. بالاترین دمای شهر معمولاً بین مارس و مه، درست قبل از شروع بارندگی‌های شدیدتر دیده می‌شود. با این حال، به‌جز در گرم‌ترین ماه‌های سال، شب‌ها در انجامنا معمولاً دلپذیرند.

## گردشگری
یک کلیسای جامع در انجامنا و یک مسجد و نیز موزه ملی چاد که در پایتخت کشور واقع شده از جاذبه‌های گردشگری این شهر است. همچنین تماشای غروب رودخانه شاری نیز بازدیدکنندگانی را به این شهر جذب می‌کند.
میوه و تره‌بار در بازار مرکزی انجامنا به وفور یافت می‌شود.